# Aristocrat Leisure
Aristocrat Leisure ist ein in Sydney, Australien ansässiger Spieleanbieter und Spielehersteller. Das Unternehmen bietet eine Reihe von Produkten und Dienstleistungen an, darunter elektronische Spielautomaten, Casino-Managementsysteme und digitale Gesellschaftsspiele. Zu seinen Märkten gehören die USA, Kanada, Australien und Neuseeland. Zu den Produkten gehören Lightning Link, Dragon Link, 5 Dragons Grand, Buffalo Grand, Ovation, Buffalo Diamond, Jackpot Magic Slots, Cooking Craze, Helix XT, Helix Tower, Arc, Flame55, Mad Max Fury Road, Farmville, Madonna und Dollar Storm auf dem MarsX-Schrank. Es verfügt über Marketing- und Entwicklungsbüros in Südafrika, Russland und den USA.

## Geschichte
Das Unternehmen stellte 1953 seine erste Maschine her und wurde 1996 an der australischen Börse notiert und ist im Index S&P/ASX 50 enthalten. Das Unternehmen wurde von Len Ainsworth gegründet, dessen Familie einen erheblichen Anteil an dem Unternehmen hält, heute jedoch Vorsitzender des Glücksspielunternehmens Ainsworth Game Technology ist. Aristocrat ist für den Vertrieb von Spielautomaten und anderen Spielprodukten in über 200 Ländern lizenziert.
Der Vorstandsvorsitzende von Aristocrat machte die US-Subprime-Hypothekenkrise 2008 für schlechte Finanzergebnisse verantwortlich, obwohl konkurrierende Unternehmen im gleichen Zeitraum ein Rekordwachstum verzeichneten. Infolge des erwarteten Umsatzrückgangs erließ der CEO umfassende Budgetkürzungen, einschließlich umfangreicher Personalabbaumaßnahmen in allen Geschäftsbereichen. Das Unternehmen war 2009 erneut mit schwierigen Marktbedingungen konfrontiert. Das Gesamtjahr führte zu einem Nettoverlust von 157,8 Mio. USD.
Im Jahr 2011 erzielte das Unternehmen eine Vereinbarung mit der Alberta Gaming, Liquor and Cannabis Commission über die Bereitstellung von Ausrüstung und Spielen für das Video-Lotterie-Terminal-Netzwerk in Alberta, Kanada.
Im Juli 2014 erklärte sich Aristocrat bereit, Video Gaming Technologies für etwa 1,3 Milliarden US-Dollar zu kaufen, um sein nordamerikanisches Geschäft bei sinkendem Gewinn in Australien zu verdreifachen. Am 10. August 2017 erwarb das Unternehmen den Entwickler von Handyspielen Plarium für 500 Millionen US-Dollar, um in das Mobile-Gaming einzusteigen. Am 30. November 2017 erwarb es den Entwickler von Handyspielen Big Fish Games für 990 Millionen US-Dollar.